# Taranatha
Taranatha (1575 -1634) was een Tibetaans geestelijke en historicus. Hij was de belangrijkste tulku van de jonangtraditie in het Tibetaans boeddhisme en daarmee voor volgelingen van de jonang hun belangrijkste leraar. Hij wordt beschouwd als een van de belangrijkste historici van Tibet uit de zestiende en zeventiende eeuw.

## Zijn vroege jaren
De oorspronkelijke naam van Taranatha was Kun-dga'-snying-po; in het Sanskriet Anandagarbha. Hij gebruikte ook vaak zijn naam in Sanskriet als een aanwijzing van de waarde die hij hechtte aan de beheersing van die taal die in zijn periode aanzienlijk minder was in Tibet dan in de eeuwen daarvoor. Hij werd door Känchen Lungrig Gyatso erkend als de reïncarnatie van Kenchen's eigen leraar Jetsün Künga Drölchog.
Taranatha was een leerling van Buddhagupta, een van de laatste boeddhistische leraren in India waar het boeddhisme tegen die tijd al vrijwel geheel verdrongen was door de islam. Buddhagupta was een van de dolende monniken die onder meer in Afghanistan, Kashmir, Ladakh, Sri Lanka, Java en Oost-Afrika was geweest.
Taranatha was vanaf zijn jeugd bijzonder geïnteresseerd in vooral de meer geheime tantrische leer. In die jeugd had hij een verhouding met een van de vrouwelijke tantrische meesters in Tibet. Die relatie werd beëindigd en de betreffende vrouw werd later de echtgenote van een van de aristocraten van de clan van de Zahor. In die relatie werd zij de moeder van de vijfde dalai lama, Ngawang Lobsang Gyatso. Dit feit zou een van de redenen kunnen zijn, dat de vijfde dalai lama in zijn eigen autobiografie Taranatha in zeer harde en buitengewoon negatieve termen beschrijft.

## Zijn werk
Taranatha had een zeer grote literaire productie. Zijn meest beroemde werk is het 143 delen tellende "Geschiedenis van het boeddhisme  in India" dat hij voltooide in 1608. Een ander groot werk is "De Gouden Krans, het ontstaan van de Tantra van the Boddhisattva Tara", dat hij voltooide in 1604.
Hij vertaalde uit het Sanskriet een gids van het koninkrijk Shambhala, getiteld Kalapar Jugpa (De ingang van Kalapa; de hoofdstad van Shambala). Deze vertaling was later de basis voor de meest bekende en beroemde gids van Shambhala "Beschrijving van de weg naar Shambala" in 1775 door Lobsang Pälden Yeshe, de zesde pänchen lama.
Taranatha wordt door de jonang gezien als de belangrijkste vormgever van de Kalachakratantra in de huidige vorm; een van de belangrijkste oefeningen in het Tibetaans boeddhisme. Na nagenoeg de gehele vernietiging van de jonangtraditie door de gelugtraditie onder de vijfde dalai lama Lobsang Gyatso, nam de gelug de kalachakra-tantra over als een van hun belangrijkste oefeningen.
In 1614 werd onder leiding van Taranatha het klooster Puntsokling gerealiseerd. Het klooster werd meteen beroemd vanwege de vele boeken die het produceerde, waaronder het volledige en zeer uitgebreide werk van Taranatha. Gedurende de burgeroorlog die tot de dominantie van de gelug leidde werd het klooster zwaar beschadigd, waarbij alle blokdrukken van het werk van Taranatha werden vernietigd. Het klooster werd geannexeerd als een gelugklooster onder de naam Ganden Puntsokling.

## Analyse van het werk van Taranatha
De rode draad in het werk en leven van Taranatha is zijn spirituele verhouding met India, het land waar het boeddhisme gestalte heeft gekregen.
In zijn autobiografie portretteert Taranatha zich als iemand die eigenlijk afkomstig uit India was. Hij vertelt daarin dat hij behoord had tot groepen van Indiase yogi's. Zijn eigen wezen is identiek aan en onverbrekelijk verbonden met die van Cakrasaṃvara en  Anuttara, belangrijke tantrische  godheden uit het  pantheon van het Indiase boeddhisme. Door middel van krachtige visioenen van Indiase yogi's werd hij getransporteerd naar Bodhgaya. In zijn vorige incarnaties was hij bij veel vroege cruciale gebeurtenissen van het boeddhisme aanwezig. In dat werk was hij onder meer  een vertrouweling van Vipassī, een van de Boedda's  voorafgaand aan Gautama Boeddha; de Koning Arvanti van Khotan en als priester aanwezig  bij de oprichting van de boeddhistische universiteit van Nalanda .
Taranatha leefde in de periode dat de Tsang-dynastie in Tibet de dominante machtsfactor was. De dynastie was de patroon van de karma kagyü, de op dat moment meest invloedrijke geestelijke traditie binnen het Tibetaans boeddhisme. De karmapa en shamarpa waren de machtigste lama's van die periode. Het was niet gemakkelijk voor een jonge ambitieuze tulku van een relatief kleine traditie als de jonang de patronage te ontvangen die hem in staat zou stellen jaren te besteden aan het schrijven van zijn werken.
Taranatha creëerde dan ook een soort ´´nichemarkt ´´ die patroons moest aantrekken. In die markt was hij de eigenaar van de zogenaamde laatste tantrische openbaringen uit India die eind vijftiende eeuw en begin zestiende eeuw naar Tibet zouden zijn gebracht. In zijn werken beschreef hij zijn frequente ontmoetingen met Indiase mahasiddha's van wie hij die openbaringen en teksten zou ontvangen.
Meer recente analyse van zijn werk heeft aangetoond, dat Taranatha strikt  feitelijk maar een geringe kennis van de Indiase geschiedenis had.  Hij was slechts  enigszins bekend met een aantal van de belangrijkste dynastieke gebeurtenissen en namen. Zijn kennis van de geografie van India berustte op over het algemeen niet realistische uitgangspunten. Maar vooral zijn geschiedenis van het boeddhisme in India vertoont grote lacunes. Hij beschreef bijvoorbeeld uitvoerig  een aanzienlijke opleving van het boeddhisme in India in eind vijftiende en begin zestiende eeuw.  Dat standpunt wordt volstrekt niet gedeeld door hedendaagse historici. Dat onderdeel van het werk van Taranatha kan alleen verklaard worden door zijn streven naar patronage.

## Mongolië
Enige tijd na 1614 vertrok Taranatha naar Mongolië. Hij zou  daar een aantal kloosters gesticht hebben, hoewel het niet bekend is welke dat zijn geweest. Meer in het algemeen is er ook nauwelijks iets bekend over de jaren die hij in Mongolië doorbracht en waar hij in 1634 zou zijn gestorven.
In 1635 werd in Mongolië Zanabazar geboren. In 1639 werd hij op vierjarige leeftijd erkend als het hoofd van de sakyatraditie van de Khalkha-Mongolen. In 1650 bracht Zanabazar een bezoek aan Tibet. Tijdens dat bezoek proclameerde de toenmalige vijfde dalai lama, Ngawang Lobsang Gyatso dat Zanabazar een reïncarnatie is van Taranatha. Daarnaast weet de dalai lama Zanabazar te bekeren tot de gelugtraditie. Op deze wijze weet de dalai lama de reïncarnatielijn van Taranatha uit de jonangtraditie te halen en in die van de gelugtraditie te incorporeren. Daarnaast wordt de gelug hierdoor in een positie gebracht om in Mongolië onder het leiderschap van Zanabazar, de eerste Jabzandamba, de dominante religieuze machtsfactor te worden.